# Cérbero (satélite)

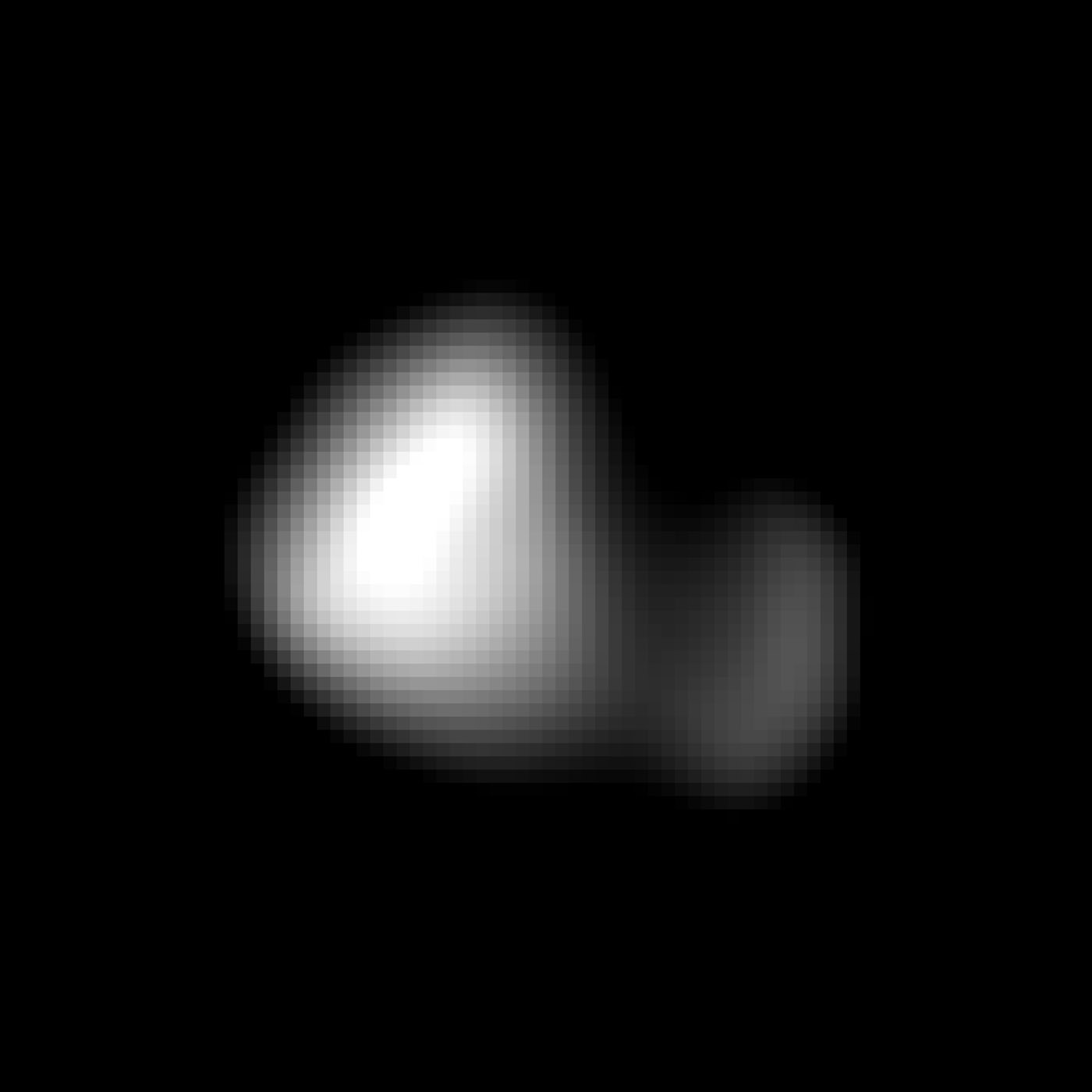
Cérbero fotografada pela sonda espacial New Horizons em 14 de Julho de 2015, de uma distância de 396 100 km.

Cérbero, antigamente, S/2011 (134340) 1 (ainda chamado de S/2011 P 1 e P4) é um satélite natural de Plutão. Foi descoberto pelo Telescópio Espacial Hubble em 28 de junho de 2011 e anunciado em 20 de julho de 2011. Com um diâmetro estimado entre 13 e 34 km, é a menor lua de Plutão conhecida. Estima-se que sua órbita é circular e está a 59 000 km de Plutão.

## Descoberta
Cérbero foi descoberto pela Pluto Companion Search Team do Telescópio Espacial Hubble em 28 de junho de 2011, usando a Wide Field Camera 3, durante uma tentativa de encontrar algum anel que Plutão possa ter. Outras observações foram feitas em 3 de julho e 18 de julho de 2011 e o objeto foi identificado como uma lua nova em 20 de julho de 2011. Mais tarde a lua foi identificada nos arquivos do Hubble em imagem tiradas entre 15 de fevereiro de 2006 e 25 de junho de 2010. O brilho de Cérbero é apenas cerca de 10% do de Nix, e a lua só foi achada porque o tempo de exposição das imagens foi de 8 minutos; observações anteriores usaram exposições mais curtas.

## Nome
No dia 2 de julho de 2013, a UAI anunciou que foram aprovados os nomes Cérbero para o satélite P4 e Estige para o satélite P5. Cérbero é o cão de três cabeças que guarda o sub-mundo na mitologia grega. Impede os mortos de escaparem e mata os vivos que tentarem entrar; quando está de olhos abertos, está a dormir, e quando está de olhos fechados, está acordado. A convenção para os nomes dos satélites de Plutão é de que estes estejam ligados à figura mitológica Hades (correspondente grego de Plutão).